# Edward Paisnel
Edward John Louis Paisnel, soprannominato la Bestia di Jersey (Jersey, 1925 – Isola di Wight, 1994), è stato un criminale britannico.

## Storia
Fu uno stupratore seriale che terrorizzò l'isola del Canale della Manica di Jersey tra il 1960 e il 1971. Entrava nelle case di notte con una maschera di lattice sul volto e bracciali chiodati ai polsi, attaccando donne e bambini. Sua moglie, Joan Paisnel, aveva fondato una residenza per minori dove il marito spesso interpretava Babbo Natale.
Iniziali sospetti caddero sull'eccentrico agricoltore e pescatore Alphonse Le Gastelois, che fu arrestato e rilasciato per mancanza di prove. I sospetti nei suoi confronti rimasero tuttavia molto forti da parte dell'opinione pubblica tanto che la sua casa venne bruciata. Le Gastelois, temendo per la sua vita, fuggì a Les Écréhous dove passò 14 anni in un auto-imposto esilio a La Marmotière come secondo sedicente re di Écréhous nonostante fosse stato ormai ritenuto innocente, e mentre gli attacchi della Bestia di Jersey continuavano ininterrotti.
Edward Paisnel fu fermato il 17 luglio dalla polizia dopo essere passato con il semaforo rosso e aver tentato la fuga. Nell'auto, che aveva rubato precedentemente, furono scoperti diverse punte chiodate ed altri elementi del suo costume da "Bestia". Nel dicembre 1971 fu condannato per 13 capi d'accusa per aggressione, stupro, sodomia e condannato a 30 anni di prigione.
Nel 1972, sua moglie Joan Paisnel scrisse il libro La Bestia di Jersey (pubblicato da NEL Paperbacks, ISBN 0-450017-17-6). Dopo il processo, il giornalista freelance Alan Shadrake divenne l'agente letterario di Joan Paisnel, e come suo ghostwriter scrisse un articolo in prima persona, insieme a John Lisners, pubblicato sul Sunday Mirror dal titolo "La Bella e la Bestia" con una foto della Paisnel in una posa da ballerina e accanto quella del marito mentre indossava l'inquietante maschera con la quale aggrediva le sue vittime. Una fonte, tuttavia, dichiarò che al processo fu smentita l'ipotesi che Paisnel indossasse effettivamente la maschera durante gli attacchi.
Edward Paisnel ritornò a Jersey dopo il rilascio dalla prigione, ma emigrò a causa del risentimento nutrito nei suoi confronti da parte della popolazione. Morì sull'Isola di Wight nel 1994.